# 조병한
조병한(趙炳漢, 1902년 11월 10일 문경 - ? 조선민주주의인민공화국)은 대한민국의 정치인이다.

## 약력
- 문경공립보통학교 졸업
- 대구고등보통학교 졸업
- 일본 교토 제3고등학교 졸업
- 도쿄제국대학 법학부 졸업
- 도쿄제국대학에서 법률학,경제학연구
- 주식회사 대동무역공사 사장
- 만주가축진흥 주식회사 감사역
- 정치학 및 경제학연구
- 1948년 5월 10일 : 제헌 국회의원(경북 문경)
- 한국 전쟁 때 조선인민군의 서울 점령하에서 이웃 주민의 밀고로 체포되어 조선민주주의인민공화국으로 납북됐다.

## 역대 선거 결과
|  | 28.63% |

|  | 3.73% |

## 참고자료
- 《대한민국 의정총람》, 국회의원총람발간위원회, 1994년
- 조병한 - 대한민국헌정회